# Дом Общества гражданских инженеров
Дом Общества гражданских инженеров — памятник архитектуры. Расположен в Адмиралтейском районе Санкт-Петербурга, современный адрес дома — Серпуховская улица, 10.

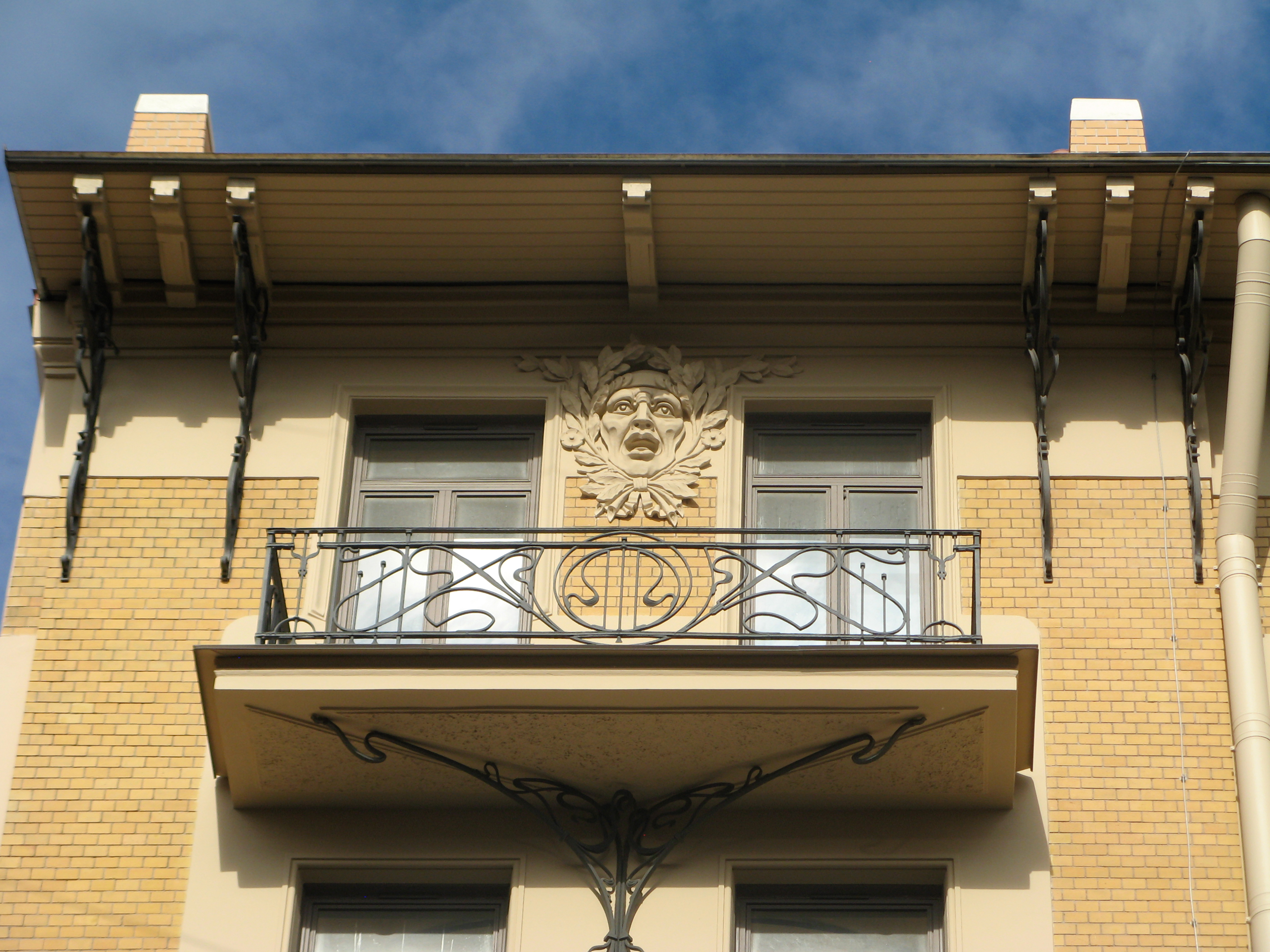

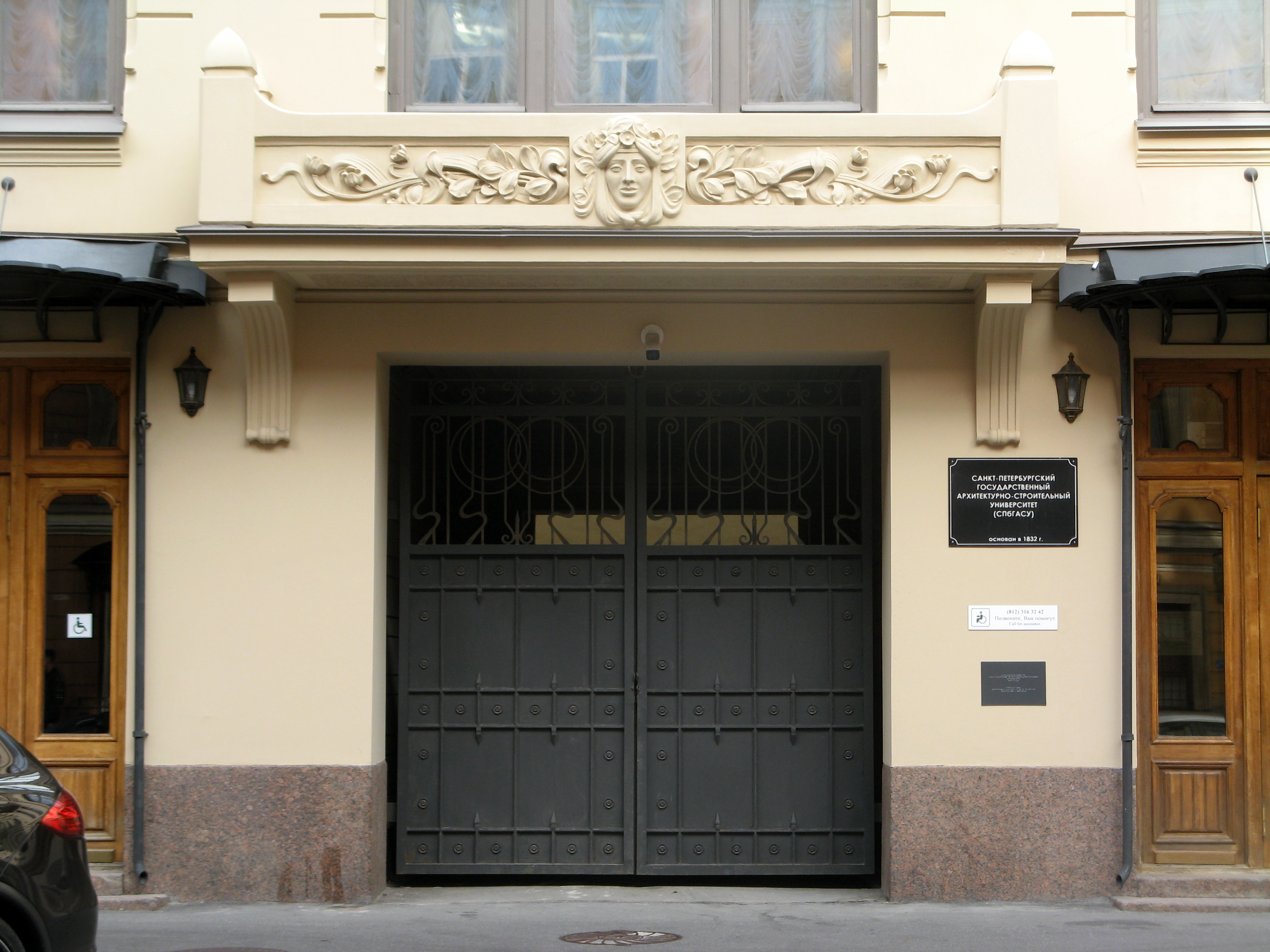

Дом неподалёку от Института гражданских инженеров был построен в 1902 году (когда Обществу исполнилось 10 лет) по проекту Иосифа Мошинского, преподавателя Института. Изначально Общество пользовалось помещением Техническо-строительного комитета Министерства внутренних дел, и возникшая в 1900 году идея постройки собственного дома была связана больше с повышением доходов Общества, нежели с нуждой в собственном здании.
Большая часть здания была нежилыми помещениями, годными для сдачи в аренду. Для постройки использовались средства членов Общества (67 пайщиков, из которых «полными товарищами» были избраны Н. В. Дмитриев, А. А. Курганович и А. Н. Веретенников). Проект был выбран по результатам конкурса, в комиссии которого среди прочих были Г. В. Барановский, А. К. Павловский, Б. К. Правдзик, В. Н. Пясецкий, М. Ф. Гейслер, А. Р. Гешвенд, Н. В. Дмитриев, Вас. А. Косяков и Л. В. Шмеллинг (всего 13 человек). К Конкурсу допускались только члены Общества, две премии были незначительными. По разным источникам, на конкурс была подана не то 21 работа, не то 27.
Победителем конкурса стал проект Simplex анонимного автора, прошедший вне конкурса; первую премию получил И. В. Падлевский, вторую — Л. М. Харламов. Для разработки финального проекта использовалось пять конкурсных проектов.
В проекте Simplex Общество занимало второй этаж, на остальных размещались меблированные комнаты (а не квартиры, что могло максимизировать доходность). Были предусмотрены зал заседаний, приёмная комната, комната правления, библиотека-читальня, столовая и буфет. Фасад был нейтральным, окна расположены рядами попарно, на втором этаже зона Общества была выделена шестью крупными проёмами, под которыми шёл ленточный балкон со статуями (из-за этого балкона возможным автором проекта называют члена конкурсного жюри, Барановского).
Харламов предлагал два проекта, в одном из которых Общество занимало верхний этаж, а премированный вариант был выполнен в стиле эклектики с высокими арочными окнами и горизонтальным широким эркером.
Проект И. В. Падлевского отличался асимметрией, сдвигами объёмов и острыми силуэтом, в неоготическом стиле фасад был украшен щипцом и шатром, пинаклями и шпилями.
На выбранном участке к моменту проведения конкурса стоял небольшой деревянный дом. Надзирать над строительством был назначен И. Ю. Мошинский, он же выполнял исполнительный проект. От Simplex автор взял П-образный план, расположение Общества на втором этаже, попарные окна; по мотивам проекта Харламова были сделаны три арочных проёма зала и боковые креповки. 29 мая 1901 года Городская управа утвердила промежуточный (как оказалось) проект, к которому позднее были добавлены балконы на 2-4 этажах, вместо трёх широких окон на верхних этажах были сделаны парные, бороздки, похожие на оборванные каннелюры, были заменены на вертикальную кирпичную облицовку. Мошинский не смог сам надзирать за строительством, это было поручено Л. М. Харламову, который, как сообщалось, детально дорабатывал проект. Строительство шло с лета 1901 года по октябрь 1902 года, меблировка трёх верхних этажей была завершена в январе 1903 года. Кроме Общества гражданских инженеров, в здании разместилось Общество горных инженеров, музыкальный кружок «Лютня» и Балтийское собрание. Зал собраний сдавали гастролирующим театрам и учебным заведениям для выступлений.
Три арочных окна освещали зал собраний на 220 мест, слева от него располагалась библиотека, справа — столовая. Три верхних этажа объединены вертикальными полосами глазурованного жёлтого кирпича. Планировка верхних этажей одинакова, но для живописности балконы расположены на разных уровнях. Фасад украшен сандриками, полочками и филёнками, его завершает кровля на кобылках, за которой кроется мансарда. Также дом украшен лепными рельефами (растительным орнаментом, оплетающим символы профессии — треугольники и циркули, и маскаронами с различным выражением лиц, выбранным предположительно исключительно в силу моды) и коваными ограждениями балконов с геометричным, но свободным рисунком. Под верхними балконами и свесом кровли расположены декоративные кронштейны.
В ограждении левой парадной лестницы также использованы растительные металлический орнамент и лепка. До конца 1980-х в здании сохранялись витражи с цветами. Зал собраний был выполнен «в декадентском стиле» с предметами освещения «в американском стиле», от этого убранства остались только лепные цветы на высоких стеблях по бокам арок.
С 1920-х годов в здании располагалось общежитие Института гражданских инженеров (впоследствии ЛИСИ). В 1990-е была проведена реставрация фасада по проекту профессора кафедры архитектурного и градостроительного наследия СПбГАСУ Василия Семёновича Горюнова, в 2018–2019 годах – выполнена реставрация по проекту директора Проектного бюро СПбГАСУ Светланы Владимировны Бочкарёвой.
На 2021 год — бизнес-центр, часть здания занимает «Институт безотрывных форм обучения СПбГАСУ».